# 大予言 (漫画)
「大予言」（だいよげん）は、藤子・F・不二雄（発表時は藤子不二雄名義）の読みきりSF漫画作品。早川書房『S-Fマガジン』1976年5月号に掲載された。人間とその社会の愚かさを批判する作品。

## ストーリー
ある時からまるで発狂したようになった老占い師がいた。彼の家族や周囲は彼を心配したり批判したりするが、老人はその周囲こそが狂気であるかのような態度をとる。そこで、弟子にあたるノストルタンマが彼の家へお見舞いに行くことに…。

## 登場人物
ノストルタンマ
本作の主人公。何かの殺人事件の犯人を当ててから人気者に。
テレビ出演した後、田呂都の家へ訪問し、預言の詳細を聞くため暗示をかけた。
田呂都
本作の実質的主人公。目は落ち窪みひげは乱れ、狂ったかのように周囲を罵倒したりする。
もとは名声ある占い師だったようだが周囲からは態度の急変によって冷遇されつつある。
孫
話にはあまり絡まないが、ラストシーンでのその存在は象徴的。
妻
田呂都の妻。話ではあまり絡まない。